# Davis Cup 2023 – 1. světová skupina
1. světová skupina Davis Cupu 2023 představovala dvanáct mezistátních tenisových zápasů hraných mezi 15. a 16., respektive 16. a 17. zářím 2023. V rámci Davis Cupu 2023 do ni nastoupilo dvacet čtyři družstev, která vytvořila dvanáct párů. Dvoudenní vzájemná mezistátní utkání se konala ve formátu domácího a hostujícího týmu do tři vítězných bodů (čtyři dvouhry a čtyřhra). Los se uskutečnil 9. února 2023 v Londýně.
Dvanáct vítězů postoupilo do kvalifikačního kola 2024 a na všechny poražené čekala účast v baráži 1. světové skupiny 2024.

## Přehled
1. světové skupiny se zúčastnilo dvacet čtyři týmů:
- 12 poražených týmů z kvalifikačního kola 2023
- 12 vítězných týmů z baráže 1. světové skupiny 2023

| Nasazené týmy 1. Německo (5.) 2. Kazachstán (14.) 3. Belgie (16.) 4. Argentina (18.) 5. Kolumbie (19.) 6. Maďarsko (22.) 7. Japonsko (23.) 8. Rakousko (24.) 9. Slovensko (25.) 10. Norsko (26.) 11. Rumunsko (27.) 12. Brazílie (28.) | Nenasazené týmy - Bosna a Hercegovina (29.) - Portugalsko (30.) - Izrael (31.) - Uzbekistán (33.) - Peru (34.) - Turecko (35.) - Ukrajina (36.) - Tchaj-wan (37.) - Dánsko (38.) - Litva (39.) - Bulharsko (41.) - Řecko (42.) |

Žebříček ITF  k 6. únoru 2023.
| 1. světová skupina – 15.–16. a 16.–17. září 2023 | 1. světová skupina – 15.–16. a 16.–17. září 2023 | 1. světová skupina – 15.–16. a 16.–17. září 2023 | 1. světová skupina – 15.–16. a 16.–17. září 2023 | 1. světová skupina – 15.–16. a 16.–17. září 2023 | 1. světová skupina – 15.–16. a 16.–17. září 2023 | 1. světová skupina – 15.–16. a 16.–17. září 2023 |
| Domácí                                           | výsledek                                         | hosté                                            | místo konání                                     | areál / hala                                     | povrch                                           |                                                  |
| ------------------------------------------------ | ------------------------------------------------ | ------------------------------------------------ | ------------------------------------------------ | ------------------------------------------------ | ------------------------------------------------ | ------------------------------------------------ |
| Bosna a Hercegovina                              | 0–4                                              | Německo [1]                                      | Mostar                                           | Tennis Club                                      | antuka                                           |                                                  |
| Bulharsko                                        | 1–3                                              | Kazachstán [2]                                   | Sofie                                            | Národní tenisové centrum                         | antuka                                           |                                                  |
| Belgie [3]                                       | 3–1                                              | Uzbekistán                                       | Hasselt                                          | Sporthal Alverberg                               | tvrdý (hala)                                     |                                                  |
| Argentina [4]                                    | 4–0                                              | Litva                                            | Buenos Aires                                     | Lawn Tennis Club                                 | antuka                                           |                                                  |
| Ukrajina                                         | 3–2                                              | Kolumbie [5]                                     | Kaspi (Gruzie)                                   | Tenisový klub Garikula                           | tvrdý                                            |                                                  |
| Maďarsko [6]                                     | 4–0                                              | Turecko                                          | Keszthely                                        | Helikon Teniszcentrum                            | antuka                                           |                                                  |
| Izrael                                           | 3–2                                              | Japonsko [7]                                     | Tel Aviv                                         | Shlomo Group Arena                               | tvrdý (hala)                                     |                                                  |
| Rakousko [8]                                     | 1–3                                              | Portugalsko                                      | Schwechat                                        | Multiversum                                      | tvrdý (hala)                                     |                                                  |
| Řecko                                            | 1–3                                              | Slovensko [9]                                    | Athény                                           | Panathenaic Stadium                              | tvrdý                                            |                                                  |
| Peru                                             | 4–1                                              | Norsko [10]                                      | Lima                                             | Lawn Tennis de la Exposición                     | antuka                                           |                                                  |
| Rumunsko [11]                                    | 1–3                                              | Tchaj-wan                                        | Mamaia                                           | Tennis Club IDU                                  | antuka                                           |                                                  |
| Dánsko                                           | 1–3                                              | Brazílie [12]                                    | Hillerød                                         | Royal Stage                                      | tvrdý (hala)                                     |                                                  |

## Zápasy 1. světové skupiny

### Bosna a Hercegovina vs. Německo
| | Bosna a Hercegovina | 0 :                                                   | 4    | Německo |    |            |
| --- | ------------------- | ----------------------------------------------------- | ---- | ------- | -- | ---------- |
| Tennis Club, Mostar, Bosna a Hercegovina 16.–17. září 2023 antuka |                     |                                                       |      |         |    |            |
| \| \| \| \| 1. \| 2. \| 3. \| \| \| -- \| \| ----------------------------------------------------- \| ---- \| ---- \| -- \| ---------- \| \| 1. \| \| Nerman Fatić Daniel Altmaier \| 65 7 \| 2 6 \| \| \| \| 2. \| \| Damir Džumhur Yannick Hanfmann \| 2 6 \| 1 6 \| \| \| \| 3. \| \| Mirza Bašić / Damir Džumhur Kevin Krawietz / Tim Pütz \| 4 6 \| 2 6 \| \| \| \| 4. \| \| Andrej Nedić Maximilian Marterer \| 1 6 \| 64 7 \| \| \| \| 5. \| \| Nerman Fatić Yannick Hanfmann \| \| \| \| nehrálo se \| \| \| \| \| \| \| \| \| \| \| \| \| \| \| \| \| \| \| \| \| \| \| \| \| \| \| \| \| \| \| \| \| \| \| \| \| \| \| \| \| |                     |                                                       |      |         |    |            |
| |                     |                                                       | 1.   | 2.      | 3. |            |
| 1. |                     | Nerman Fatić Daniel Altmaier                          | 65 7 | 2 6     |    |            |
| 2. |                     | Damir Džumhur Yannick Hanfmann                        | 2 6  | 1 6     |    |            |
| 3. |                     | Mirza Bašić / Damir Džumhur Kevin Krawietz / Tim Pütz | 4 6  | 2 6     |    |            |
| 4. |                     | Andrej Nedić Maximilian Marterer                      | 1 6  | 64 7    |    |            |
| 5. |                     | Nerman Fatić Yannick Hanfmann                         |      |         |    | nehrálo se |
| |                     |                                                       |      |         |    |            |
| |                     |                                                       |      |         |    |            |
| |                     |                                                       |      |         |    |            |
| |                     |                                                       |      |         |    |            |
| |                     |                                                       |      |         |    |            |

### Bulharsko vs. Kazachstán
| | Bulharsko | 1 :                                                                       | 3   | Kazachstán |     |            |
| --- | --------- | ------------------------------------------------------------------------- | --- | ---------- | --- | ---------- |
| Národní tenisové centrum, Sofie, Bulharsko 16.–17. září 2023 antuka |           |                                                                           |     |            |     |            |
| \| \| \| \| 1. \| 2. \| 3. \| \| \| -- \| \| ------------------------------------------------------------------------- \| --- \| ---- \| --- \| ---------- \| \| 1. \| \| Dimitar Kuzmanov Timofej Skatov \| 6 3 \| 4 6 \| 3 6 \| \| \| 2. \| \| Janaki Milev Alexandr Bublik \| 4 6 \| 1 6 \| \| \| \| 3. \| \| Alexandr Donski / Alexandar Lazarov Alexandr Bublik / Oleksandr Nedověsov \| 6 3 \| 6 3 \| \| \| \| 4. \| \| Dimitar Kuzmanov Alexandr Bublik \| 4 6 \| 64 7 \| \| \| \| 5. \| \| Janaki Milev Timofej Skatov \| \| \| \| nehrálo se \| \| \| \| \| \| \| \| \| \| \| \| \| \| \| \| \| \| \| \| \| \| \| \| \| \| \| \| \| \| \| \| \| \| \| \| \| \| \| \| \| |           |                                                                           |     |            |     |            |
| |           |                                                                           | 1.  | 2.         | 3.  |            |
| 1. |           | Dimitar Kuzmanov Timofej Skatov                                           | 6 3 | 4 6        | 3 6 |            |
| 2. |           | Janaki Milev Alexandr Bublik                                              | 4 6 | 1 6        |     |            |
| 3. |           | Alexandr Donski / Alexandar Lazarov Alexandr Bublik / Oleksandr Nedověsov | 6 3 | 6 3        |     |            |
| 4. |           | Dimitar Kuzmanov Alexandr Bublik                                          | 4 6 | 64 7       |     |            |
| 5. |           | Janaki Milev Timofej Skatov                                               |     |            |     | nehrálo se |
| |           |                                                                           |     |            |     |            |
| |           |                                                                           |     |            |     |            |
| |           |                                                                           |     |            |     |            |
| |           |                                                                           |     |            |     |            |
| |           |                                                                           |     |            |     |            |

### Belgie vs. Uzbekistán
| | Belgie | 3 :                                                   | 1      | Uzbekistán |      |            |
| --- | ------ | ----------------------------------------------------- | ------ | ---------- | ---- | ---------- |
| Sporthal Alverberg, Hasselt, Belgie 16.–17. září 2023 tvrdý (hala) |        |                                                       |        |            |      |            |
| \| \| \| \| 1. \| 2. \| 3. \| \| \| -- \| \| ----------------------------------------------------- \| ------ \| ---- \| ---- \| ---------- \| \| 1. \| \| Kimmer Coppejans Chumojun Sultanov \| 68 710 \| 6 3 \| 6 78 \| \| \| 2. \| \| Joris De Loore Sergej Fomin \| 7 5 \| 7 62 \| \| \| \| 3. \| \| Sander Gillé / Joran Vliegen Sergej Fomin / Maxim Šin \| 6 1 \| 3 6 \| 6 2 \| \| \| 4. \| \| Joris De Loore Chumojun Sultanov \| 6 3 \| 6 4 \| \| \| \| 5. \| \| Kimmer Coppejans Sergej Fomin \| \| \| \| nehrálo se \| \| \| \| \| \| \| \| \| \| \| \| \| \| \| \| \| \| \| \| \| \| \| \| \| \| \| \| \| \| \| \| \| \| \| \| \| \| \| \| \| |        |                                                       |        |            |      |            |
| |        |                                                       | 1.     | 2.         | 3.   |            |
| 1. |        | Kimmer Coppejans Chumojun Sultanov                    | 68 710 | 6 3        | 6 78 |            |
| 2. |        | Joris De Loore Sergej Fomin                           | 7 5    | 7 62       |      |            |
| 3. |        | Sander Gillé / Joran Vliegen Sergej Fomin / Maxim Šin | 6 1    | 3 6        | 6 2  |            |
| 4. |        | Joris De Loore Chumojun Sultanov                      | 6 3    | 6 4        |      |            |
| 5. |        | Kimmer Coppejans Sergej Fomin                         |        |            |      | nehrálo se |
| |        |                                                       |        |            |      |            |
| |        |                                                       |        |            |      |            |
| |        |                                                       |        |            |      |            |
| |        |                                                       |        |            |      |            |
| |        |                                                       |        |            |      |            |

### Argentina vs. Litva
| | Argentina | 4 :                                                            | 0     | Litva |     |            |
| --- | --------- | -------------------------------------------------------------- | ----- | ----- | --- | ---------- |
| Lawn Tennis Club, Buenos Aires, Argentina 16.–17. září 2023 antuka |           |                                                                |       |       |     |            |
| \| \| \| \| 1. \| 2. \| 3. \| \| \| -- \| \| -------------------------------------------------------------- \| ----- \| ---- \| --- \| ---------- \| \| 1. \| \| Francisco Cerúndolo Vilius Gaubas \| 6 1 \| 6 78 \| 6 2 \| \| \| 2. \| \| Sebastián Báez Ričardas Berankis \| 78 66 \| 5 7 \| 6 3 \| \| \| 3. \| \| Máximo González / Andrés Molteni Tadas Babelis / Edas Butvilas \| 6 4 \| 6 3 \| \| \| \| 4. \| \| Tomás Martín Etcheverry Edas Butvilas \| 6 2 \| 6 4 \| \| \| \| 5. \| \| Sebastián Báez Vilius Gaubas \| \| \| \| nehrálo se \| \| \| \| \| \| \| \| \| \| \| \| \| \| \| \| \| \| \| \| \| \| \| \| \| \| \| \| \| \| \| \| \| \| \| \| \| \| \| \| \| |           |                                                                |       |       |     |            |
| |           |                                                                | 1.    | 2.    | 3.  |            |
| 1. |           | Francisco Cerúndolo Vilius Gaubas                              | 6 1   | 6 78  | 6 2 |            |
| 2. |           | Sebastián Báez Ričardas Berankis                               | 78 66 | 5 7   | 6 3 |            |
| 3. |           | Máximo González / Andrés Molteni Tadas Babelis / Edas Butvilas | 6 4   | 6 3   |     |            |
| 4. |           | Tomás Martín Etcheverry Edas Butvilas                          | 6 2   | 6 4   |     |            |
| 5. |           | Sebastián Báez Vilius Gaubas                                   |       |       |     | nehrálo se |
| |           |                                                                |       |       |     |            |
| |           |                                                                |       |       |     |            |
| |           |                                                                |       |       |     |            |
| |           |                                                                |       |       |     |            |
| |           |                                                                |       |       |     |            |

### Ukrajina vs. Kolumbie
| | Ukrajina | 3 :                                                                          | 2   | Kolumbie |      |  |
| --- | -------- | ---------------------------------------------------------------------------- | --- | -------- | ---- |  |
| Tenisový klub Garikula, Kaspi, Gruzie 14.–15. září 2023 tvrdý |          |                                                                              |     |          |      |  |
| \| \| \| \| 1. \| 2. \| 3. \| \| \| -- \| \| ---------------------------------------------------------------------------- \| --- \| --- \| ---- \| \| \| 1. \| \| Oleksij Krutych Nicolás Mejía \| 6 4 \| 6 3 \| \| \| \| 2. \| \| Vladyslav Orlov Daniel Elahi Galán \| 7 5 \| 3 6 \| 0 6 \| \| \| 3. \| \| Illja Beloborodko / Vjačeslav Bielinskyj Juan Sebastián Cabal / Robert Farah \| 2 6 \| 4 6 \| \| \| \| 4. \| \| Oleksij Krutych Daniel Elahi Galán \| 3 6 \| 6 0 \| 6 3 \| \| \| 5. \| \| Vladyslav Orlov Nicolás Mejía \| 5 7 \| 6 4 \| 7 64 \| \| \| \| \| \| \| \| \| \| \| \| \| \| \| \| \| \| \| \| \| \| \| \| \| \| \| \| \| \| \| \| \| \| \| \| \| \| \| \| \| \| |          |                                                                              |     |          |      |  |
| |          |                                                                              | 1.  | 2.       | 3.   |  |
| 1. |          | Oleksij Krutych Nicolás Mejía                                                | 6 4 | 6 3      |      |  |
| 2. |          | Vladyslav Orlov Daniel Elahi Galán                                           | 7 5 | 3 6      | 0 6  |  |
| 3. |          | Illja Beloborodko / Vjačeslav Bielinskyj Juan Sebastián Cabal / Robert Farah | 2 6 | 4 6      |      |  |
| 4. |          | Oleksij Krutych Daniel Elahi Galán                                           | 3 6 | 6 0      | 6 3  |  |
| 5. |          | Vladyslav Orlov Nicolás Mejía                                                | 5 7 | 6 4      | 7 64 |  |
| |          |                                                                              |     |          |      |  |
| |          |                                                                              |     |          |      |  |
| |          |                                                                              |     |          |      |  |
| |          |                                                                              |     |          |      |  |
| |          |                                                                              |     |          |      |  |

### Maďarsko vs. Turecko
| | Maďarsko | 4 :                                                         | 0    | Turecko |    |            |
| --- | -------- | ----------------------------------------------------------- | ---- | ------- | -- | ---------- |
| Helikon Teniszcentrum, Keszthely, Maďarsko 15.–16. září 2023 antuka |          |                                                             |      |         |    |            |
| \| \| \| \| 1. \| 2. \| 3. \| \| \| -- \| \| ----------------------------------------------------------- \| ---- \| --- \| -- \| ---------- \| \| 1. \| \| Fábián Marozsán Altuğ Çelikbilek \| 7 5 \| 6 2 \| \| \| \| 2. \| \| Zsombor Piros Cem İlkel \| 6 2 \| 6 3 \| \| \| \| 3. \| \| Fábián Marozsán / Máté Valkusz Altuğ Çelikbilek / Cem İlkel \| 6 3 \| 6 3 \| \| \| \| 4. \| \| Mátyás Füle Ergi Kırkın \| 7 63 \| 6 2 \| \| \| \| 5. \| \| Zsombor Piros Altuğ Çelikbilek \| \| \| \| nehrálo se \| \| \| \| \| \| \| \| \| \| \| \| \| \| \| \| \| \| \| \| \| \| \| \| \| \| \| \| \| \| \| \| \| \| \| \| \| \| \| \| \| |          |                                                             |      |         |    |            |
| |          |                                                             | 1.   | 2.      | 3. |            |
| 1. |          | Fábián Marozsán Altuğ Çelikbilek                            | 7 5  | 6 2     |    |            |
| 2. |          | Zsombor Piros Cem İlkel                                     | 6 2  | 6 3     |    |            |
| 3. |          | Fábián Marozsán / Máté Valkusz Altuğ Çelikbilek / Cem İlkel | 6 3  | 6 3     |    |            |
| 4. |          | Mátyás Füle Ergi Kırkın                                     | 7 63 | 6 2     |    |            |
| 5. |          | Zsombor Piros Altuğ Çelikbilek                              |      |         |    | nehrálo se |
| |          |                                                             |      |         |    |            |
| |          |                                                             |      |         |    |            |
| |          |                                                             |      |         |    |            |
| |          |                                                             |      |         |    |            |
| |          |                                                             |      |         |    |            |

### Izrael vs. Japonsko
| | Izrael | 3 :                                                         | 2   | Japonsko |      |  |
| --- | ------ | ----------------------------------------------------------- | --- | -------- | ---- |  |
| Shlomo Group Arena, Tel Aviv, Izrael 16.–17. září 2023 tvrdý (hala) |        |                                                             |     |          |      |  |
| \| \| \| \| 1. \| 2. \| 3. \| \| \| -- \| \| ----------------------------------------------------------- \| --- \| ---- \| ---- \| \| \| 1. \| \| Jišaj Oli'el Šó Šimabukuro \| 4 6 \| 65 7 \| \| \| \| 2. \| \| Daniel Cukierman Šintaró Močizuki \| 1 6 \| 7 65 \| 6 2 \| \| \| 3. \| \| Daniel Cukierman / Edan Leshem Ben McLachlan / Kaitó Uesugi \| 2 6 \| 62 7 \| \| \| \| 4. \| \| Daniel Cukierman Šó Šimabukuro \| 2 6 \| 6 1 \| 7 64 \| \| \| 5. \| \| Jišaj Oli'el Šintaró Močizuki \| 2 6 \| 7 5 \| 6 0 \| \| \| \| \| \| \| \| \| \| \| \| \| \| \| \| \| \| \| \| \| \| \| \| \| \| \| \| \| \| \| \| \| \| \| \| \| \| \| \| \| \| |        |                                                             |     |          |      |  |
| |        |                                                             | 1.  | 2.       | 3.   |  |
| 1. |        | Jišaj Oli'el Šó Šimabukuro                                  | 4 6 | 65 7     |      |  |
| 2. |        | Daniel Cukierman Šintaró Močizuki                           | 1 6 | 7 65     | 6 2  |  |
| 3. |        | Daniel Cukierman / Edan Leshem Ben McLachlan / Kaitó Uesugi | 2 6 | 62 7     |      |  |
| 4. |        | Daniel Cukierman Šó Šimabukuro                              | 2 6 | 6 1      | 7 64 |  |
| 5. |        | Jišaj Oli'el Šintaró Močizuki                               | 2 6 | 7 5      | 6 0  |  |
| |        |                                                             |     |          |      |  |
| |        |                                                             |     |          |      |  |
| |        |                                                             |     |          |      |  |
| |        |                                                             |     |          |      |  |
| |        |                                                             |     |          |      |  |

### Rakousko vs. Portugalsko
| | Rakousko | 1 :                                                            | 3    | Portugalsko |      |            |
| --- | -------- | -------------------------------------------------------------- | ---- | ----------- | ---- | ---------- |
| Multiversum, Schwechat, Rakousko 15.–16. září 2023 tvrdý (hala) |          |                                                                |      |             |      |            |
| \| \| \| \| 1. \| 2. \| 3. \| \| \| -- \| \| -------------------------------------------------------------- \| ---- \| ---- \| ---- \| ---------- \| \| 1. \| \| Jurij Rodionov Nuno Borges \| 64 7 \| 6 3 \| 3 6 \| \| \| 2. \| \| Sebastian Ofner João Sousa \| 7 5 \| 3 6 \| 61 7 \| \| \| 3. \| \| Alexander Erler / Lucas Miedler Francisco Cabral / Nuno Borges \| 7 60 \| 7 65 \| \| \| \| 4. \| \| Dennis Novak Nuno Borges \| 3 6 \| 2 6 \| \| \| \| 5. \| \| Jurij Rodionov João Sousa \| \| \| \| nehrálo se \| \| \| \| \| \| \| \| \| \| \| \| \| \| \| \| \| \| \| \| \| \| \| \| \| \| \| \| \| \| \| \| \| \| \| \| \| \| \| \| \| |          |                                                                |      |             |      |            |
| |          |                                                                | 1.   | 2.          | 3.   |            |
| 1. |          | Jurij Rodionov Nuno Borges                                     | 64 7 | 6 3         | 3 6  |            |
| 2. |          | Sebastian Ofner João Sousa                                     | 7 5  | 3 6         | 61 7 |            |
| 3. |          | Alexander Erler / Lucas Miedler Francisco Cabral / Nuno Borges | 7 60 | 7 65        |      |            |
| 4. |          | Dennis Novak Nuno Borges                                       | 3 6  | 2 6         |      |            |
| 5. |          | Jurij Rodionov João Sousa                                      |      |             |      | nehrálo se |
| |          |                                                                |      |             |      |            |
| |          |                                                                |      |             |      |            |
| |          |                                                                |      |             |      |            |
| |          |                                                                |      |             |      |            |
| |          |                                                                |      |             |      |            |

### Řecko vs. Slovensko
| | Řecko | 1 :                                                              | 3    | Slovensko |     |            |
| --- | ----- | ---------------------------------------------------------------- | ---- | --------- | --- | ---------- |
| Panathenaic Stadium, Athény, Řecko 16.–17. září 2023 tvrdý |       |                                                                  |      |           |     |            |
| \| \| \| \| 1. \| 2. \| 3. \| \| \| -- \| \| ---------------------------------------------------------------- \| ---- \| ---- \| --- \| ---------- \| \| 1. \| \| Alexandros Skorilas Alex Molčan \| 1 6 \| 1 6 \| \| \| \| 2. \| \| Stefanos Tsitsipas Lukáš Klein \| 63 7 \| 7 65 \| 4 0 \| skreč \| \| 3. \| \| Petros Tsitsipas / Stefanos Tsitsipas Lukáš Klein / Igor Zelenay \| 3 6 \| 7 65 \| 3 6 \| \| \| 4. \| \| Stefanos Tsitsipas Alex Molčan \| 6 78 \| 6 4 \| 3 6 \| \| \| 5. \| \| Alexandros Skorilas Lukáš Klein \| \| \| \| nehrálo se \| \| \| \| \| \| \| \| \| \| \| \| \| \| \| \| \| \| \| \| \| \| \| \| \| \| \| \| \| \| \| \| \| \| \| \| \| \| \| \| \| |       |                                                                  |      |           |     |            |
| |       |                                                                  | 1.   | 2.        | 3.  |            |
| 1. |       | Alexandros Skorilas Alex Molčan                                  | 1 6  | 1 6       |     |            |
| 2. |       | Stefanos Tsitsipas Lukáš Klein                                   | 63 7 | 7 65      | 4 0 | skreč      |
| 3. |       | Petros Tsitsipas / Stefanos Tsitsipas Lukáš Klein / Igor Zelenay | 3 6  | 7 65      | 3 6 |            |
| 4. |       | Stefanos Tsitsipas Alex Molčan                                   | 6 78 | 6 4       | 3 6 |            |
| 5. |       | Alexandros Skorilas Lukáš Klein                                  |      |           |     | nehrálo se |
| |       |                                                                  |      |           |     |            |
| |       |                                                                  |      |           |     |            |
| |       |                                                                  |      |           |     |            |
| |       |                                                                  |      |           |     |            |
| |       |                                                                  |      |           |     |            |

### Peru vs. Norsko
| | Peru | 4 :                                                                              | 1   | Norsko |          |  |
| --- | ---- | -------------------------------------------------------------------------------- | --- | ------ | -------- |  |
| Lawn Tennis de la Exposición, Lima, Peru 16.–17. září 2023 antuka |      |                                                                                  |     |        |          |  |
| \| \| \| \| 1. \| 2. \| 3. \| \| \| -- \| \| -------------------------------------------------------------------------------- \| --- \| --- \| -------- \| \| \| 1. \| \| Gonzalo Bueno Viktor Durasovic \| 3 6 \| 4 6 \| \| \| \| 2. \| \| Juan Pablo Varillas Nicolai Budkov Kjær \| 7 5 \| 6 4 \| \| \| \| 3. \| \| Arklon Huertas del Pino / Juan Pablo Varillas Viktor Durasovic / Herman Høyeraal \| 6 4 \| 6 2 \| \| \| \| 4. \| \| Juan Pablo Varillas Viktor Durasovic \| 6 1 \| 6 1 \| \| \| \| 5. \| \| Ignacio Buse Nicolai Budkov Kjær \| 6 2 \| 4 6 \| [11] [9] \| \| \| \| \| \| \| \| \| \| \| \| \| \| \| \| \| \| \| \| \| \| \| \| \| \| \| \| \| \| \| \| \| \| \| \| \| \| \| \| \| \| |      |                                                                                  |     |        |          |  |
| |      |                                                                                  | 1.  | 2.     | 3.       |  |
| 1. |      | Gonzalo Bueno Viktor Durasovic                                                   | 3 6 | 4 6    |          |  |
| 2. |      | Juan Pablo Varillas Nicolai Budkov Kjær                                          | 7 5 | 6 4    |          |  |
| 3. |      | Arklon Huertas del Pino / Juan Pablo Varillas Viktor Durasovic / Herman Høyeraal | 6 4 | 6 2    |          |  |
| 4. |      | Juan Pablo Varillas Viktor Durasovic                                             | 6 1 | 6 1    |          |  |
| 5. |      | Ignacio Buse Nicolai Budkov Kjær                                                 | 6 2 | 4 6    | [11] [9] |  |
| |      |                                                                                  |     |        |          |  |
| |      |                                                                                  |     |        |          |  |
| |      |                                                                                  |     |        |          |  |
| |      |                                                                                  |     |        |          |  |
| |      |                                                                                  |     |        |          |  |

### Rumunsko vs. Tchaj-wan
| | Rumunsko | 1 :                                                            | 3    | Tchaj-wan |    |            |
| --- | -------- | -------------------------------------------------------------- | ---- | --------- | -- | ---------- |
| Tennis Club IDU, Mamaia, Rumunsko 15.–16. září 2023 antuka |          |                                                                |      |           |    |            |
| \| \| \| \| 1. \| 2. \| 3. \| \| \| -- \| \| -------------------------------------------------------------- \| ---- \| --- \| -- \| ---------- \| \| 1. \| \| Nicholas David Ionel Ceng Čchun-sin \| 3 6 \| 0 6 \| \| \| \| 2. \| \| Marius Copil Sü Jü-siou \| 65 7 \| 5 7 \| \| \| \| 3. \| \| Victor Vlad Cornea / Cezar Crețu Sü Jü-siou / Chuang Čung-chao \| 1 6 \| 4 6 \| \| \| \| 4. \| \| Cezar Crețu Wu Tchung-lin \| 6 4 \| 6 4 \| \| \| \| 5. \| \| Marius Copil Ceng Čchun-sin \| \| \| \| nehrálo se \| \| \| \| \| \| \| \| \| \| \| \| \| \| \| \| \| \| \| \| \| \| \| \| \| \| \| \| \| \| \| \| \| \| \| \| \| \| \| \| \| |          |                                                                |      |           |    |            |
| |          |                                                                | 1.   | 2.        | 3. |            |
| 1. |          | Nicholas David Ionel Ceng Čchun-sin                            | 3 6  | 0 6       |    |            |
| 2. |          | Marius Copil Sü Jü-siou                                        | 65 7 | 5 7       |    |            |
| 3. |          | Victor Vlad Cornea / Cezar Crețu Sü Jü-siou / Chuang Čung-chao | 1 6  | 4 6       |    |            |
| 4. |          | Cezar Crețu Wu Tchung-lin                                      | 6 4  | 6 4       |    |            |
| 5. |          | Marius Copil Ceng Čchun-sin                                    |      |           |    | nehrálo se |
| |          |                                                                |      |           |    |            |
| |          |                                                                |      |           |    |            |
| |          |                                                                |      |           |    |            |
| |          |                                                                |      |           |    |            |
| |          |                                                                |      |           |    |            |

### Dánsko vs. Brazílie
| | Dánsko | 1 :                                                                           | 3    | Brazílie |          |            |
| --- | ------ | ----------------------------------------------------------------------------- | ---- | -------- | -------- | ---------- |
| Royal Stage, Hillerød, Dánsko 15.–16. září 2023 tvrdý (hala) |        |                                                                               |      |          |          |            |
| \| \| \| \| 1. \| 2. \| 3. \| \| \| -- \| \| ----------------------------------------------------------------------------- \| ---- \| ---- \| -------- \| ---------- \| \| 1. \| \| Holger Rune Thiago Monteiro \| 7 64 \| 65 7 \| 2 6 \| \| \| 2. \| \| August Holmgren Thiago Seyboth Wild \| 4 6 \| 2 6 \| \| \| \| 3. \| \| Johannes Ingildsen / Christian Sigsgaard Rafael Matos / Felipe Meligeni Alves \| 7 65 \| 5 7 \| 65 7 \| \| \| 4. \| \| Elmer Møller Marcelo Demoliner \| 6 3 \| 6 78 \| [10] [4] \| \| \| 5. \| \| August Holmgren TThiago Monteiro \| \| \| \| nehrálo se \| \| \| \| \| \| \| \| \| \| \| \| \| \| \| \| \| \| \| \| \| \| \| \| \| \| \| \| \| \| \| \| \| \| \| \| \| \| \| \| \| |        |                                                                               |      |          |          |            |
| |        |                                                                               | 1.   | 2.       | 3.       |            |
| 1. |        | Holger Rune Thiago Monteiro                                                   | 7 64 | 65 7     | 2 6      |            |
| 2. |        | August Holmgren Thiago Seyboth Wild                                           | 4 6  | 2 6      |          |            |
| 3. |        | Johannes Ingildsen / Christian Sigsgaard Rafael Matos / Felipe Meligeni Alves | 7 65 | 5 7      | 65 7     |            |
| 4. |        | Elmer Møller Marcelo Demoliner                                                | 6 3  | 6 78     | [10] [4] |            |
| 5. |        | August Holmgren TThiago Monteiro                                              |      |          |          | nehrálo se |
| |        |                                                                               |      |          |          |            |
| |        |                                                                               |      |          |          |            |
| |        |                                                                               |      |          |          |            |
| |        |                                                                               |      |          |          |            |
| |        |                                                                               |      |          |          |            |